# 安部孝駿
安部 孝駿（あべ たかとし、1991年11月12日 - ）は岡山県岡山市出身の元陸上競技選手。中京大学体育学部卒業、ヤマダホールディングス所属。専門はハードル走。

## 主な経歴
岡山市立箕島小学校6年の時から陸上競技を始めた。倉敷ジュニア陸上クラブに所属したが、ソフトボールチームにも所属していたので、毎週必ず練習や試合に行くというわけではなかった。
岡山市立妹尾中学校に進学してから本格的に陸上競技を始め、短距離・長距離・ハードルなど色々な種目を経験した。
2007年に岡山県立玉野光南高等学校へ進学してからハードルを専門とした。同年10月、国体の少年B110mハードルで3位入賞を果たした。
2年になってから400mハードルでも頭角を現し、インターハイでは400mハードルで3位、110mハードルで6位になり、2種目で入賞を果たした。日本ユース選手権では110mハードルを13秒80（+1.8）のユース日本最高記録（当時）で制し、400mハードルも大会記録（当時）で制して大会2冠を達成した。
2009年のインターハイでは400mハードルで優勝、110mハードルで2位になり、その数時間後に行われた1600mリレー でもアンカーとして登場して猛烈に追い上げ、チームを2位に導いた。国体の少年A400mハードルでは高校歴代4位の記録となる50秒11で制し、400mハードルの高校2冠を達成した。
2010年に父の母校である中京大学に進学し、同年の世界ジュニア陸上競技選手権大会では400mハードルで2位になった。
2011年7月のアジア陸上競技選手権大会で優勝、8月に深圳で行われたユニバーシアードでは1600mリレーに出場し銀メダルを獲得している。しかし世界陸上の400mハードルでは予選落ちの結果となった。
2014年4月、デサントに入社。同社が同年に設立した陸上競技部デサントトラッククラブに所属していた。同年10月、山口市で開かれた第62回全日本実業団対抗陸上競技選手権大会の400mハードルは49秒81の記録で優勝した。
2020年東京オリンピック陸上男子400m障害に出場したが予選で敗退し準決勝には進めなかった。
2022年、第70回全日本実業団対抗選手権(9月23～25日／岐阜・長良川)で現役引退を表明していたが、予選を51秒98の5着で決勝進出はならず、これがラストレースとなった。

## 人物・エピソード
父は円盤投の元岡山県記録保持者。弟は円盤投の現岡山県記録保持者で、高校時代にはインターハイで優勝している。
髪は祖母譲りの天然パーマである。ブルゾンちえみが中学生時代、あこがれのイケメン選手として、陸上競技会で一緒に写真を撮影した。このエピソードがTV番組で紹介され、出演した

## 自己ベスト
種目欄のJHは高さ99.0cmのジュニア規格を意味する。記録欄の（　）内の数字は風速（m/s）で、+は追い風、-は向かい風を意味する。
| 種目   | 記録           | 年月日         | 場所   | 備考         |
| ------ | -------------- | -------------- | ------ | ------------ |
| 110mH  | 14秒18（-1.2） | 2008年11月3日  | 浜松市 |              |
| 110mJH | 13秒80（+1.8） | 2008年10月17日 | 鳥取市 |              |
| 400mH  | 48秒68         | 2018年5月3日   | 袋井市 | 日本歴代10位 |
| 100m   | 10秒90（+1.0） | 2008年8月30日  | 岡山市 |              |

## 主な成績
備考欄の記録は当時のもの

### 国際大会
| 年          | 大会                     | 場所         | 種目    | 結果   | 記録             | 備考                    |
| ----------- | ------------------------ | ------------ | ------- | ------ | ---------------- | ----------------------- |
| 2010（大1） | 世界ジュニア選手権       | モンクトン   | 400mH   | 2位    | 49秒46           | 自己ベスト 1位と0秒16差 |
| 2010（大1） | 世界ジュニア選手権       | モンクトン   | 4x400mR | 5位    | 3分07秒94（4走） |                         |
| 2011（大2） | アジア選手権             | 神戸         | 400mH   | 優勝   | 49秒64           |                         |
| 2011（大2） | ユニバーシアード         | 深圳         | 400mH   | 準決勝 | 50秒96           |                         |
| 2011（大2） | ユニバーシアード         | 深圳         | 4x400mR | 2位    | 3分05秒16（4走） |                         |
| 2011（大2） | 世界選手権               | 大邱         | 400mH   | 予選   | 51秒90           | 全体33位                |
| 2013（大4） | 世界選手権               | モスクワ     | 400mH   | 予選   | 51秒41           | 全体32位                |
| 2017（社4） | 世界選手権               | ロンドン     | 400mH   | 準決勝 | 49秒93           | 全体14位                |
| 2018（社5） | アジア大会               | ジャカルタ   | 400mH   | 3位    | 49秒12           |                         |
| 2018（社5） | アジア大会               | ジャカルタ   | 4x400mR | 3位    | 3分01秒94        |                         |
| 2018（社5） | IAAFコンチネンタルカップ | オストラヴァ | 400mH   | 6位    | 49秒80           |                         |
| 2019（社6） | 世界選手権               | ドーハ       | 400mH   | 準決勝 | 48秒97           | 全体9位                 |

### 日本選手権
| 年          | 大会    | 場所     | 種目  | 結果   | 記録   | 備考                                 |
| ----------- | ------- | -------- | ----- | ------ | ------ | ------------------------------------ |
| 2010（大1） | 第94回  | 丸亀市   | 400mH | 8位    | 51秒16 |                                      |
| 2011（大2） | 第95回  | 熊谷市   | 400mH | 3位    | 49秒81 |                                      |
| 2012（大3） | 第96回  | 大阪市   | 400mH | 5位    | 49秒57 |                                      |
| 2013（大4） | 第97回  | 調布市   | 400mH | 3位    | 49秒57 |                                      |
| 2014（社1） | 第98回  | 福島市   | 400mH | 予選   | 50秒79 |                                      |
| 2015（社2） | 第99回  | 新潟市   | 400mH | 予選   | 50秒91 |                                      |
| 2016（社3） | 第100回 | 名古屋市 | 400mH | 準決勝 | 51秒41 |                                      |
| 2017（社4） | 第101回 | 大阪市   | 400mH | 優勝   | 49秒32 | 予選48秒94：自己ベスト（初の48秒台） |
| 2018（社5） | 第102回 | 山口市   | 400mH | 2位    | 49秒44 |                                      |
| 2019（社6） | 第103回 | 福岡市   | 400mH | 優勝   | 48秒80 |                                      |

### その他
主要大会を記載
| 年          | 大会                     | 場所     | 種目    | 結果   | 記録             | 備考               |
| ----------- | ------------------------ | -------- | ------- | ------ | ---------------- | ------------------ |
| 2007（高1ｒ | 国民体育大会             | 秋田市   | 110mJH  | 3位    | 14秒61（-0.5）   |                    |
| 2007（高1ｒ | 日本ユース選手権         | 大分市   | 110mJH  | 予選   | 14秒65（0.0）    |                    |
| 2008（高1） | 日本ジュニア室内大阪     | 大阪市   | 60mH    | 予選   | 8秒51            |                    |
| 2008（高2） | インターハイ             | 熊谷市   | 110mH   | 6位    | 14秒55（+0.4）   |                    |
| 2008（高2） | インターハイ             | 熊谷市   | 400mH   | 3位    | 52秒16           |                    |
| 2008（高2） | インターハイ             | 熊谷市   | 4x400mR | 準決勝 | 3分18秒17（4走） |                    |
| 2008（高2） | 国民体育大会             | 大分市   | 400mH   | 5位    | 51秒26           |                    |
| 2008（高2） | 日本ユース選手権         | 鳥取市   | 110mJH  | 優勝   | 13秒80（+1.8）   | ユース日本最高記録 |
| 2008（高2） | 日本ユース選手権         | 鳥取市   | 400mH   | 優勝   | 51秒22           | 大会記録           |
| 2009（高2） | 日本ジュニア室内大阪     | 大阪市   | 60mH    | 優勝   | 8秒14            |                    |
| 2009（高3） | 織田記念                 | 広島市   | 110mH   | 予選   | 14秒28（+1.2）   |                    |
| 2009（高3） | 静岡国際                 | 袋井市   | 400mH   | 決勝   | 52秒17           |                    |
| 2009（高3） | インターハイ             | 奈良市   | 110mH   | 2位    | 14秒20（-1.7）   |                    |
| 2009（高3） | インターハイ             | 奈良市   | 400mH   | 優勝   | 51秒04           |                    |
| 2009（高3） | インターハイ             | 奈良市   | 4x400mR | 2位    | 3分14秒69（4走） |                    |
| 2009（高3） | 国民体育大会             | 新潟市   | 400mH   | 優勝   | 50秒11           | 高校歴代4位        |
| 2009（高3） | 国民体育大会             | 新潟市   | 4x100mR | 予選   | DNF (4走)        |                    |
| 2009（高3） | 日本ジュニア選手権       | 甲府市   | 110mH   | 5位    | 14秒49（-1.0）   |                    |
| 2009（高3） | 日本ジュニア選手権       | 甲府市   | 400mH   | 3位    | 50秒96           |                    |
| 2010（大1） | 静岡国際                 | 袋井市   | 400mH   | 決勝   | 51秒93           |                    |
| 2010（大1） | 日本インカレ             | 東京都   | 400mH   | 予選   | 56秒26           |                    |
| 2010（大1） | 日本インカレ             | 東京都   | 4x400mR | 3位    | 3分06秒99（4走） |                    |
| 2010（大1） | スーパー陸上             | 川崎市   | 400mH   | 7位    | 51秒90           |                    |
| 2010（大1） | 国民体育大会             | 千葉市   | 400mH   | 8位    | 50秒61           |                    |
| 2010（大1） | 国民体育大会             | 千葉市   | 4x100mR | 予選   | 41秒58 (4走)     |                    |
| 2011（大2） | 静岡国際                 | 袋井市   | 400mH   | 決勝   | 50秒88           |                    |
| 2011（大2） | ゴールデングランプリ川崎 | 川崎市   | 400mH   | 2位    | 50秒17           |                    |
| 2011（大2） | 日本インカレ             | 熊本市   | 400mH   | 2位    | 49秒90           |                    |
| 2011（大2） | 国民体育大会             | 山口市   | 400mH   | 予選   | 51秒27           |                    |
| 2012（大3） | 静岡国際                 | 袋井市   | 400mH   | 決勝   | 50秒46           |                    |
| 2012（大3） | 静岡国際                 | 袋井市   | 4x400mR | 決勝   | DNF (4走)        |                    |
| 2012（大3） | ゴールデングランプリ川崎 | 川崎市   | 400mH   | 5位    | 50秒70           |                    |
| 2012（大3） | 日本インカレ             | 東京都   | 400mH   | 予選   | 52秒74           |                    |
| 2013（大4） | 静岡国際                 | 袋井市   | 400mH   | 決勝   | 51秒74           |                    |
| 2013（大4） | ゴールデングランプリ東京 | 東京都   | 400mH   | 8位    | 51秒11           |                    |
| 2014（社1） | 静岡国際                 | 袋井市   | 400mH   | 4位    | 50秒32           |                    |
| 2014（社1） | ゴールデングランプリ東京 | 東京都   | 400mH   | 7位    | 51秒14           |                    |
| 2014（社1） | 全日本実業団選手権       | 山口市   | 400mH   | 優勝   | 49秒81           |                    |
| 2014（社1） | 国民体育大会             | 諫早市   | 400mH   | 5位    | 50秒69           |                    |
| 2015（社2） | 静岡国際                 | 袋井市   | 400mH   | 決勝   | 51秒46           |                    |
| 2015（社2） | ゴールデングランプリ川崎 | 川崎市   | 400mH   | 7位    | 50秒88           |                    |
| 2015（社2） | 全日本実業団選手権       | 岐阜市   | 400mH   | 予選   | 52秒11           |                    |
| 2015（社2） | 国民体育大会             | 和歌山市 | 400mH   | 予選   | 51秒53           |                    |
| 2016        | 静岡国際                 | 袋井市   | 400mH   | 8位    | 50秒81           |                    |
| 2017（社4） | 静岡国際                 | 袋井市   | 400mH   | 2位    | 50秒15           |                    |
| 2017（社4） | ゴールデングランプリ川崎 | 川崎市   | 400mH   | 2位    | 49秒20           | 自己ベスト         |
| 2017（社4） | 全日本実業団選手権       | 大阪市   | 400mH   | 優勝   | 49秒08           |                    |
| 2018（社5） | 静岡国際                 | 袋井市   | 400mH   | 優勝   | 48秒68           | 日本歴代10位       |
| 2018（社5） | ゴールデングランプリ大阪 | 大阪市   | 400mH   | 優勝   | 48秒97           |                    |